# Stara Gora, Benedikt
Stara Gora je naselje v Občini Benedikt.